# Ainselukharka
Ainselukharka (nep. ऐसेलुखर्क) – gaun wikas samiti we wschodniej części Nepalu w strefie Sagarmatha w dystrykcie Khotang. Według nepalskiego spisu powszechnego z 2001 roku liczył on 663 gospodarstw domowych i 3457 mieszkańców (1792 kobiet i 1665 mężczyzn).